# Satz von Švarc-Milnor
Der Satz von Švarc-Milnor (in anderen Transkriptionen auch Satz von Schwartz-Milnor oder Satz von Schwarz-Milnor) ist ein mathematischer Satz aus dem Gebiet der geometrischen Gruppentheorie. Er wurde nach den Mathematikern Albert S. Švarc und John W. Milnor benannt.

## Aussage
Sei {\displaystyle X} ein geodätischer metrischer Raum, in dem abgeschlossene Kugeln mit endlichem Radius kompakt sind. Die topologische Gruppe {\displaystyle G} operiere kokompakt auf {\displaystyle X} und für alle kompakten Mengen {\displaystyle K\subset X} sei die Menge {\displaystyle \{g\in G\mid gK\cap K\neq \emptyset \}} endlich.
Dann ist {\displaystyle G} endlich erzeugt und für jedes {\displaystyle x_{0}\in X} ist die Abbildung {\displaystyle G\to X,g\mapsto g.x_{0}} eine Quasi-Isometrie bzgl. der zu einem (beliebigen) endlichen Erzeugendensystem definierten Wortmetrik.

## Beispiele
- Die Gruppe {\displaystyle \mathbb {Z} } der ganzen Zahlen ist quasi-isometrisch zur reellen Zahlengerade {\displaystyle \mathbb {R} }.
- Die Gruppe {\displaystyle \mathbb {Z} ^{n}} ist quasi-isometrisch zum {\displaystyle \mathbb {R} ^{n}}.
- Die Fundamentalgruppe {\displaystyle \pi _{1}X} eines kompakten metrischen Raumes {\displaystyle X} ist quasi-isometrisch zur universellen Überlagerung {\displaystyle {\widetilde {X}}} (falls diese existiert).